# 불로중학교 (대구)
불로중학교(不老中學校)는 대한민국 대구광역시 동구 불로동에 있는 공립 중학교이다.

## 학교 연혁
- 1990년 12월 8일 : 불로중학교 설립 인가(30학급)
- 1991년 3월 1일 : 초대 배문희 교장 취임
- 1991년 3월 5일 : 제1회 입학식 거행(남 286명, 여 203명 계 489명)
- 1994년 2월 15일 : 제1회 졸업식 거행(남 293명, 여 201명 계 494명)
- 1997년 12월 10일 : 양궁부 창단 및 양궁장 개장
- 2000년 7월 15일 : 태권도 여자부 창단
- 2006년 10월 12일 : 글밭도서관 개관
- 2009년 3월 1일 : 학생 식당 신축
- 2010년 3월 1일 : 대구광역시교육청 교과교실 정책 연구학교 지정(~2013.2.28)
- 2014년 2월 11일 : 제21회 졸업식(남 89명, 여 83명 계 172명, 누계 6,969명)
- 2017년 12월 21일 : 다목적 강당 개관
- 2022년 2월 4일 : 제29회 졸업식(남 57명, 여 42명 계 99명)
- 2022년 3월 1일 : 제14대 현영철 교장 취임

## 참고 자료
- 불로중학교 - 한국교육학술정보원 학교알리미